# Aleksandra Socha
Aleksandra Anna Socha (Pabianice, 30 de marzo de 1982) es una deportista polaca que compitió en esgrima, especialista en la modalidad de sable.
Ganó una medalla de bronce en el Campeonato Mundial de Esgrima de 2003 y siete medallas en el Campeonato Europeo de Esgrima entre los años 2001 y 2013.
Participó en cuatro Juegos Olímpicos de Verano, entre los años 2004 y 2016, ocupando el sexto lugar en Pekín 2008 y el sexto en Río de Janeiro 2016, en la prueba por equipos.

## Palmarés internacional
| Campeonato Mundial | Campeonato Mundial      | Campeonato Mundial | Campeonato Mundial |
| Año                | Lugar                   | Medalla            | Prueba             |
| ------------------ | ----------------------- | ------------------ | ------------------ |
| 2003               | La Habana (Cuba)        | Medalla de bronce  | Sable individual   |
| Campeonato Europeo |                         |                    |                    |
| Año                | Lugar                   | Medalla            | Prueba             |
| 2001               | Coblenza (Alemania)     | Medalla de bronce  | Sable por equipos  |
| 2004               | Copenhague (Dinamarca)  | Medalla de oro     | Sable individual   |
| 2006               | Esmirna (Turquía)       | Medalla de plata   | Sable por equipos  |
| 2008               | Kiev (Ucrania)          | Medalla de oro     | Sable por equipos  |
| 2011               | Sheffield (Reino Unido) | Medalla de plata   | Sable individual   |
| 2012               | Legnano (Italia)        | Medalla de bronce  | Sable individual   |
| 2013               | Zagreb (Croacia)        | Medalla de bronce  | Sable individual   |